# Brooke Queenan
Brooke Christine Queenan (Abington, 10 aprile 1984) è un'ex cestista statunitense, professionista nella WNBA.

## Carriera
È stata selezionata dalle New York Liberty al secondo giro del Draft WNBA 2006 (23ª scelta assoluta).